# Kleine rotsvlinder
De kleine rotsvlinder (Lasiommata petropolitana) is een dagvlinder uit de onderfamilie Satyrinae (zandoogjes en erebia's).
De mannetjes zijn 19 tot 21 mm groot. Ze lijken op de rotsvlinder en de argusvlinder.
Het verspreidingsgebied beslaat een groot deel van Europa, van de Pyreneeën en de Alpen tot Scandinavië en Finland, tot Rusland en Siberië.
Ze vliegen in één of twee generaties per jaar van april tot september.
De habitat bestaat uit diverse bossen. De waardplanten zijn diverse grassoorten, vooral kropaar (Dactylis glomerata), Festuca rubra en Festuca ovina (zwenkgrassoorten).